# (6113) Tsap
(6113) Tsap (1982 SX5) – planetoida z pasa głównego asteroid okrążająca Słońce w ciągu 4,32 lat w średniej odległości 2,65 j.a. Odkryta 16 września 1982 roku.